# Liga ACT 2020
La temporada 2020 de la Liga ACT (conocida como Eusko Label Liga por motivos de patrocinio) es la decimoctava edición de la competición de traineras organizada por la Asociación de Clubes de Traineras. Compitieron 12 equipos encuadrados en un único grupo. La temporada regular comenzó el 4 de julio en La Coruña y terminó el 30 de agosto en Boiro (La Coruña). Posteriormente, se disputaron los play-off para el descenso a la Liga ARC o a la Liga LGT.

## Sistema de competición
La competición consta de tres tipos de regatas:
- Regatas puntuables: computan para la clasificación de la liga y todos los clubes deben participar en ellas.
- Regatas no puntuables: no computan para la clasificación de la liga y los clubes pueden no participar en ellas mediando causa justificada. En la temporada 2020, no hubo regatas de este tipo.
- Regatas de play-off: se disputan 2 regatas en la que participan el clasificado en undécimo lugar antes de las dos últimas regatas y dos representantes de la Liga ARC y otros dos de la LGT. El clasificado en último lugar desciende directamente.

En esta edición se disputaron 18 banderas durante la temporada regular y dos regatas de play-off. Todos los integrantes de la Liga ACT disputan las regatas puntuables excepto las dos últimas ya que éstas coinciden con el desarrollo de los play-off. En estas dos últimas regatas no participan los siguientes clasificados después de la decimosexta regata: los clasificados en los puestos noveno y décimo; el penúltimo clasificado ya que rema en la tanda de los play-off y el último, que desciende directamente a las ligas ARC o LGT. Por tanto, estas dos últimas banderas solo las disputan los ocho primeros clasificados tras la disputa de las 16 primeras regatas.

## Calendario

### Temporada regular
Las siguientes regatas tuvieron lugar en 2020.
| Orden | Regata                                                                 | Fecha            | Hora  | Localidad            | Provincia |
| ----- | ---------------------------------------------------------------------- | ---------------- | ----- | -------------------- | --------- |
| 1     | IV Bandera Ciudad de La Coruña (jornada 1)                             | 4 de julio       | 18:00 | La Coruña            | La Coruña |
| 2     | IV Bandera Ciudad de La Coruña (jornada 2)                             | 5 de julio       | 12:00 | La Coruña            | La Coruña |
| 3     | VIII Bandera CaixaBank                                                 | 11 de julio      | 18:00 | San Sebastián        | Guipúzcoa |
| 4     | XXXVII Bandera Petronor                                                | 12 de junio      | 12:00 | Ciérvana             | Vizcaya   |
| 5     | XLII Bandera de Guecho - XVI Homenaje a Lehendakari J.A. Agirre        | 18 de julio      | 18:00 | Guecho               | Vizcaya   |
| 6     | XXX Bandera de Orio - VIII Bandera Orio Kanpina                        | 19 de julio      | 12:00 | Orio                 | Guipúzcoa |
| 7     | XI Bandera de Bilbao                                                   | 25 de julio      | 18:00 | Bilbao               | Vizcaya   |
| 8     | XXXV Bandera El Correo-Gran Premio Kutxabank-Ayuntamiento de Lequeitio | 26 de julio      | 12:00 | Lequeitio            | Vizcaya   |
| 9     | XXXIII Bandera de Fuenterrabía - Gran Premio Mapfre                    | 8 de agosto      | 18:00 | Fuenterrabía         | Guipúzcoa |
| 10    | XXXVI Bandera de Ondárroa - Gran Premio Cikautxo                       | 9 de agosto      | 12:00 | Ondárroa             | Vizcaya   |
| 11    | XLIII Bandera de Zarauz (jornada 1)                                    | 15 de agosto     | 18:00 | Zarauz               | Guipúzcoa |
| 12    | XLIII Bandera de Zarauz (jornada 2)                                    | 16 de agosto     | 12:00 | Zarauz               | Guipúzcoa |
| 13    | LXI Bandera de Santurce                                                | 22 de agosto     | 18:00 | Santurce             | Vizcaya   |
| 14    | XIX Bandera Ayuntamiento de Sestao                                     | 23 de agosto     | 12:10 | Portugalete - Sestao | Vizcaya   |
| 15    | XIII Bandera Concejo de Ares                                           | 29 de agosto     | 18:10 | Ares                 | La Coruña |
| 16    | XXX Bandera Concejo de Boiro                                           | 30 de agosto     | 12:10 | Boiro                | La Coruña |
| 17    | XXXVIII Bandera Villa de Bermeo                                        | 19 de septiembre | 18:20 | Bermeo               | Vizcaya   |
| 18    | XLVI Bandera El Corte Inglés                                           | 20 de septiembre | 11:40 | Portugalete          | Vizcaya   |

### Play-off de ascenso a Liga ACT
| Orden | Regata      | Fecha            | Hora  | Provincia |
| ----- | ----------- | ---------------- | ----- | --------- |
| 1     | Bermeo      | 19 de septiembre | 18:20 | Vizcaya   |
| 2     | Portugalete | 20 de septiembre | 11:40 | Vizcaya   |

## Traineras participantes
| Equipo                               | Nombre de la Trainera                    | Localidad     | Provincia |
| ------------------------------------ | ---------------------------------------- | ------------- | --------- |
| Cabo de Cruz                         | Archivo:Solid Solid red.svg Cabo da Cruz | Boiro         | La Coruña |
| Ares                                 | Santa Olalla de Lubre                    | Ares          | La Coruña |
| Zierbena-Bahías de Vizcaya           | Zierbena                                 | Ciérvana      | Vizcaya   |
| Santurtzi-Transportes y Grúas Aguado | Sotera                                   | Santurce      | Vizcaya   |
| Kaiku-Vusa                           | Bizkaitarra                              | Sestao        | Vizcaya   |
| Urdaibai-Avia                        | Bou Bizkaia                              | Bermeo        | Vizcaya   |
| Lekittarra-Elecnor                   | Lekittarra                               | Lequeitio     | Vizcaya   |
| Ondarroa-Cikautxo                    | Antiguako ama                            | Ondárroa      | Vizcaya   |
| Zarautz-Babyauto                     | Enbata                                   | Zarauz        | Guipúzcoa |
| Orio                                 | San Nikolas                              | Orio          | Guipúzcoa |
| Donostiarra-Amenabar                 | Torrekua II                              | San Sebastián | Guipúzcoa |
| Fuenterrabía-Go Fit                  | Ama Guadalupekoa                         | Fuenterrabía  | Guipúzcoa |

Los clubes participantes están ordenados geográficamente, de oeste a este.

### Equipos por provincia
| Provincia | N. | Equipos |
| --------- | -- | --- |
| Vizcaya   | 6  | Kaiku-Vusa, Lekittarra-Elecnor, Ondarroa-Cikautxo, Santurtzi-Transportes y Grúas Aguado, Urdaibai-Avia, Zierbena-Bahías de Vizcaya |
| Guipúzcoa | 4  | Donostiarra-Amenabar, Fuenterrabía-Go Fit, Orio, Zarautz-Babyauto                                                                  |
| La Coruña | 2  | Ares, Cabo de Cruz |

### Ascensos y descensos
| Pos. | Ascendidos de ligas LGT 2019 y ARC 2019 |
| ---- | --------------------------------------- |
| 1.º  | Ares                                    |
| 1.º  | Zarautz-Babyauto                        |

| Pos. | Descendidos a liga ARC 2020         |
| ---- | ----------------------------------- |
| 11.º | San Pedro                           |
| 12.º | Astillero-Repsol Electricidad y Gas |

     Ascenso después de play-off.

     Descenso directo ordinario.

     Descenso después de play-off.

## Clasificación

### Temporada regular
A continuación se recoge la clasificación en cada una de las regatas disputadas.
A lo largo de la temporada, la tripulación de Lekittarra-Elecnor estuvo afectada por la COVID-19, viéndose obligada a abandonar transitoriamente la competición por lo que se le asignó 5 puntos por cada regata no disputada, de acuerdo la media de puntos obtenida en las 14 jornadas previas.
Los puntos se reparten entre los doce participantes en cada regata.
| Posición | 1.º | 2.º | 3.º | 4.º | 5.º | 6.º | 7.º | 8.º | 9.º | 10.º | 11.º | 12.º |
| Puntos   | 12  | 11  | 10  | 9   | 8   | 7   | 6   | 5   | 4   | 3    | 2    | 1    |

| Pos. | Club                                 | Trainera                                 | 1 CO1 | 2 CO2 | 3 CAX | 4 PET | 5 GUE | 6 ORI | 7 BIL | 8 COR | 9 FUE | 10 OND | 11 ZA1 | 12 ZA2 | 13 SCE | 14 SES | 15 ARE | 16 BOI | 17 BER | 18 ING | Puntos |
| ---- | ------------------------------------ | ---------------------------------------- | ----- | ----- | ----- | ----- | ----- | ----- | ----- | ----- | ----- | ------ | ------ | ------ | ------ | ------ | ------ | ------ | ------ | ------ | ------ |
| 1    | Santurtzi-Transportes y Grúas Aguado | Sotera                                   | 2     | 3     | 2     | 2     | 2     | 4     | 2     | 11    | 1     | 9      | 3      | 1      | 3      | 6      | 2      | 1      | 1      | 1      | 178    |
| 2    | Fuenterrabía-Go Fit                  | Ama Guadalupekoa                         | 1     | 12    | 9     | 1     | 6     | 2     | 6     | 1     | 3     | 5      | 1      | 2      | 2      | 1      | 1      | 3      | 2      | 5      | 171    |
| 3    | Bermeo Urdaibai-Avia                 | Bou Bizkaia                              | 3     | 7     | 6     | 4     | 3     | 1     | 1     | 2     | 2     | 4      | 12     | 4      | 5      | 7      | 3      | 7      | 3      | 3      | 157    |
| 4    | Orio                                 | Txiki                                    | 4     | 1     | 3     | 8     | 1     | 3     | 3     | 8     | 4     | 2      | 5      | 5      | 4      | 9      | 4      | 6      | 4      | 4      | 156    |
| 5    | Zierbena-Bahías de Vizcaya           | Zierbena                                 | 7     | 5     | 8     | 3     | 4     | 7     | 5     | 6     | 6     | 1      | 4      | 3      | 1      | 4      | 7      | 2      | 5      | 2      | 154    |
| 6    | Donostiarra-Amenabar                 | Torrekua II                              | 5     | 2     | 1     | 5     | 5     | 5     | 4     | 3     | 5     | 3      | 10     | 10     | 8      | 2      | 5      | 4      | 7      | 6      | 144    |
| 7    | Cabo                                 | Archivo:Solid Solid red.svg Cabo da Cruz | 6     | 8     | 5     | 7     | 8     | 6     | 8     | 7     | 7     | 6      | 2      | 8      | DSQ    | 11     | 6      | 5      | 6      | 8      | 107    |
| 8    | Lekittarra-Elecnor                   | Lekittarra                               | 8     | 10    | 4     | 6     | 11    | 9     | 7     | 12    | 11    | 8      | 9      | 11     | 7      | 5      | COV    | COV    | 8      | 7      | 85     |
| 9    | Ondarroa-Cikautxo                    | Antiguako ama                            | 10    | 4     | 11    | 11    | 10    | 10    | 11    | 5     | 8     | 11     | 7      | 9      | 9      | 3      | 9      | 9      | DNP    | DNP    | 71     |
| 10   | Ares                                 | Santa Olalla de Lubre                    | 9     | 6     | 10    | 9     | 12    | 8     | 9     | 9     | 10    | 12     | 8      | 7      | 10     | 8      | 8      | 8      | DNP    | DNP    | 65     |
| 11   | Zarautz-Babyauto                     | Enbata                                   | 11    | 11    | 7     | 12    | 7     | 12    | 12    | 4     | 9     | 7      | 11     | 6      | 6      | 10     | 10     | 10     | DNP    | DNP    | 63     |
| 12   | Kaiku-Vusa                           | Bizkaitarra                              | 12    | 9     | 12    | 10    | 9     | 11    | 10    | 10    | 12    | 10     | 6      | 12     | 11     | 12     | 11     | 11     | DNP    | DNP    | 40     |

| Color     | Resultado                        |
| --------- | -------------------------------- |
| Oro       | Ganador                          |
| Plata     | Segundo                          |
| Bronce    | Tercero                          |
| Verde     | Puntuó                           |
| Negro     | DSQ - Descalificado              |
| Sin color | DNP - Inscrito pero no participó |
| Sin color | COV - Afectada por COVID-19      |

La trainera de Cabo fue descalificada en la Bandera de Santurce por abordaje.

### Play-off de ascenso a Liga ACT
Los puntos se reparten entre los cinco participantes en cada regata.
| Posición | 1.º | 2.º | 3.º | 4.º | 5.º |
| Puntos   | 5   | 4   | 3   | 2   | 1   |

| Pos. | Club             | Trainera         | 1 BER | 2 POR | Puntos |
| ---- | ---------------- | ---------------- | ----- | ----- | ------ |
| 1    | Zarautz-Babyauto | Enbata           | 2     | 1     | 9      |
| 2    | Tirán            | Pereira          | 1     | 4     | 7      |
| 3    | Pedreña          | Seve Ballesteros | 4     | 3     | 5      |
| 4    | San Pedro        | Libia            | 5     | 2     | 5      |
| 5    | Samertolameu     | Meira Mar        | 3     | 5     | 4      |

Tras la suma de los tiempos de las dos jornadas, Pedreña logra la tercera plaza.